# Max Föhrenbach (Jurist)
Max Föhrenbach (* 26. März 1843 in Karlsruhe; † 12. April 1913 in Freiburg im Breisgau) war ein badischer Landeskommissär und Geheimer Rat.

## Leben
Föhrenbach stammte aus einer katholischen badischen Beamtenfamilie.
Nach dem 1862 am Lyzeum Freiburg abgelegten Abitur studierte Föhrenbach Rechtswissenschaften an der Universität Heidelberg und danach an der Universität Freiburg.
1866 trat er als Rechtspraktikant in den badischen Staatsdienst und wurde 1869 Referendar beim Bezirksamt Konstanz und bei der Staatsanwaltschaft Mannheim. Ein Jahr später wirkte er bei den Bezirksämtern Waldshut und Mannheim, bevor er 1871 Amtmann beim Bezirksamt Rastatt und im Folgejahr in Freiburg wurde. 1875 stieg er zum Amtsvorstand des Bezirksamtes Neustadt auf, wo er 1878 zum Oberamtmann befördert wurde. Ein Jahr später wechselte er als Amtsvorstand nach Oberkirch und 1883 nach Weinheim. Weitere Stationen als Amtsvorstand waren Rastatt (1866) und Konstanz (1889). Nachdem er 1891 in Konstanz zum Geheimen Regierungsrat befördert worden war, ging er 1892 als Ministerialrat ins Karlsruher Innenministerium. Die nächsten Karriereschritte waren die Beförderung zum Geheimen Oberregierungsrat (1898) und schließlich die Ernennung zum Landeskommissär des Landeskommissärbezirks Freiburg. Drei Jahre nach seiner Beförderung zum Geheimen Rat 2. Klasse (1906) wurde er 1909 pensioniert.

## Schriften
- Max Föhrenbach: Aus vergangener Zeit. Erinnerungsblätter, Heidelberg 1911

## Ehrungen
Föhrenbach wurde bei seiner Pensionierung 1908 mit dem Kommandeurskreuz 2. Klasse mit Stern des Ordens vom Zähringer Löwen ausgezeichnet, nachdem er bereits 1884 und 1902 niedere Stufen des Ordens erhalten hatte. 1890 wurde ihm der preußische Kronen-Orden 3. Klasse und 1901 der bayerische Verdienstorden vom Heiligen Michael 2. Klasse verliehen.